# Jan Eloy Brom

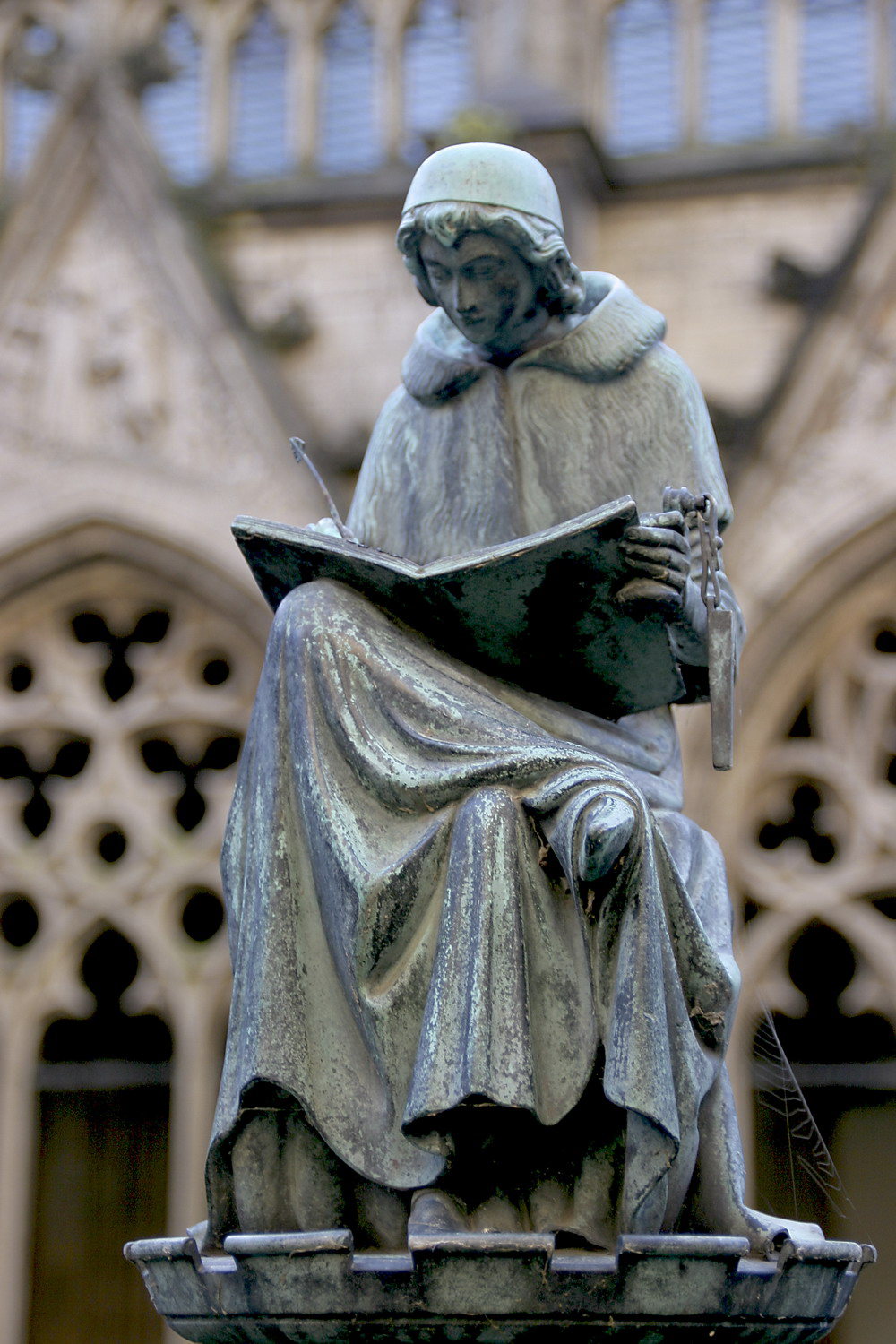
Hugo Wstinc

Joannes Gerardus Josephus Eligius (Jan Eloy) Brom (Utrecht, 23 augustus 1891 - aldaar, 14 februari 1954) was een Nederlands edelsmid en conservator.

## Leven en werk
Jan Eloy Brom was een zoon van edelsmid Jan Hendrik Brom (1860-1915) en Agatha de Charro. Hij werd vernoemd naar Sint-Eloy, patroon van de edelsmeden. De familie Brom was van katholieken huize en had een eigen zaak, aan de Drift in Utrecht, gespecialiseerd in het maken van edel- en siersmeedkunst voor de Rooms-Katholieke Kerk. Hij leerde de beginselen van het vak in het familiebedrijf en werd opgeleid aan de Polytechnic School of Arts in Londen, de Königliche preussische Zeichenakademie in Hanau en de Rijksakademie van beeldende kunsten in Amsterdam. Als 19-jarige won Brom de grand prix voor goudsmeedkunst op de wereldtentoonstelling van 1911 in Brussel. Na het overlijden van hun vader vormde Jan Eloy met zijn broer Leo en moeder een commanditaire vennootschap en zetten Brom's Edelsmederij voort. Van de twee broers was Jan Eloy vooral ontwerper, Leo de uitvoerder, ook hun zus Joanna Brom werkte voor de zaak. Brom werd in 1918 bestuurslid van het Utrechts St. Bernulphusgilde en zorgde voor de heruitgave van Het Gildeboek.
In 1923 werd Brom conservator van het Aartsbisschoppelijk Museum aan de Agnietenstraat in Utrecht. Hij beëindigde het bestuurslidmaatschap bij het Bernulphusgilde, waarvan hij later werd benoemd tot erelid. Mede dankzij Broms inzet ontstond bij pastoors het besef dat zij hoeders waren van het katholiek erfgoed en menig voorwerp werd daardoor in bruikleen gegeven aan het Aartsbisschoppelijk Museum. Brom trouwde in 1933 met de Duitse textielkunstenares Hildegard Fischer (1908-2001). Zij was in 1931 naar Nederland gekomen en had de leiding over het paramentenatelier van het Amsterdamse Sint-Bernulphushuis, dat was opgericht door de gebroeders Brom. Ze maakte ook werk voor de Edelsmidse.
Jan Eloy Brom was als conservator van het Aartsbisschoppelijk Museum verantwoordelijk voor het behoud van de kerkelijke bezittingen, maar zette zich ook in voor vernieuwing van kerkelijke kunst. Hij was initiatiefnemer van het Museum voor Nieuwe Religieuze Kunst, dat hij in 1934 onderbracht in het Catharijneconvent. Hij maakte zich hard voor erkenning van het werk van de Vlaamse schilder Albert Servaes, wiens expressionistische kruisweg voor de kapel van Luithagen in 1921 door Rome werd afgewezen. Broms eerste aanschaf voor het nieuwe museum was het schilderij Dood van H. Theresia van Servaes, de betwiste kruisweg werd aan het museum in bruikleen gegeven. Als dank voor zijn bemoeienissen werd Brom door de Belgische koning benoemd tot ridder in de Kroonorde (1934). Begin 1942 nam Brom afscheid als conservator en ontving bij die gelegenheid uit handen van aartsbisschop Johannes de Jong het ridderkruis van de Orde van Sint-Gregorius de Grote. De collecties van beide door Brom beheerde musea werden een aantal decennia later ondergebracht bij het Museum Catharijneconvent.
Brom had diverse nevenfuncties, hij was onder meer bestuurslid van de Vereniging Oud-Utrecht en van het Genootschap Kunstliefde. Dat laatste verruilde hij voor het bestuurslidmaatschap van de door Etha Fles en Elisabeth Adriani-Hovy opgerichte afsplitsing Voor de Kunst. In 1938 fuseerden beide kunstenaarsverenigingen en werden Jan Eloy, Leo en Joanna Brom ereleden van het genootschap. 
Ter gelegenheid van zijn 60e verjaardag in 1951 werd Brom benoemd tot officier in de Orde van Oranje-Nassau. In 1953 ontving hij in Slot Solitude (Stuttgart) de gouden erering van het Internationaal Genootschap voor Goudsmeedkunst. Zijn laatste werkstuk was een gouden kroon met briljanten voor O.L. Vrouw van Frieswijk, die wordt vereerd in de Nicolaaskerk in Schalkhaar. Brom overleed begin 1954, op 62-jarige leeftijd. Hij werd begraven op de roomse begraafplaats Sint Barbara.

## Enkele werken
- 1916 – beeldje van Hugo Wstinc voor de Wstincfontein op de pandhof van de Dom van Utrecht. De fontein werd ontworpen door Jan Hendrik, Leo maakte de vier waterspuwende draken en de acht leeuwenkoppen.
- voor 1917 – preekstoel en communiebank voor de Sint-Martinuskerk in Oud-Zevenaar.
- 1916-1917 – ontwerp smeedwerk voor de Sint-Bavokerk in Harmelen.
- 1923-1924 – ontwerp koperen godslamp en lichtkroon in de koepel van de Sint-Josephkerk in Roosendaal. Uitgevoerd door de firma P.G. Duchateau.
- 1931-1932 – hoofdaltaar, Maria-altaar en doopvont voor de Sint-Agneskerk in Amsterdam, samen met Leo.
- 1932-1934 – ontwerp altaren voor de Sint-Franciscuskerk in Groningen.
- 1933 – doopvont voor de Antonius Abtkerk in Scheveningen, samen met Leo. Het doopvont werd in 1938 doorverkocht aan de Heilig Hartkerk in Den Haag en staat sinds 1973 in de Sint-Nicolaaskerk in Sint Nicolaasga.[10]
- 1936 – Christus Koning, in samenwerking met Leo gemaakt voor de St. Martinuskerk in Groningen. Na sloop van de kerk herplaatst op het R.K. Kerkhof.
- 1939-1940 – ontwerp altaar en altaarkruis voor de Sint-Barbarakerk in Bunnik.

## Galerij

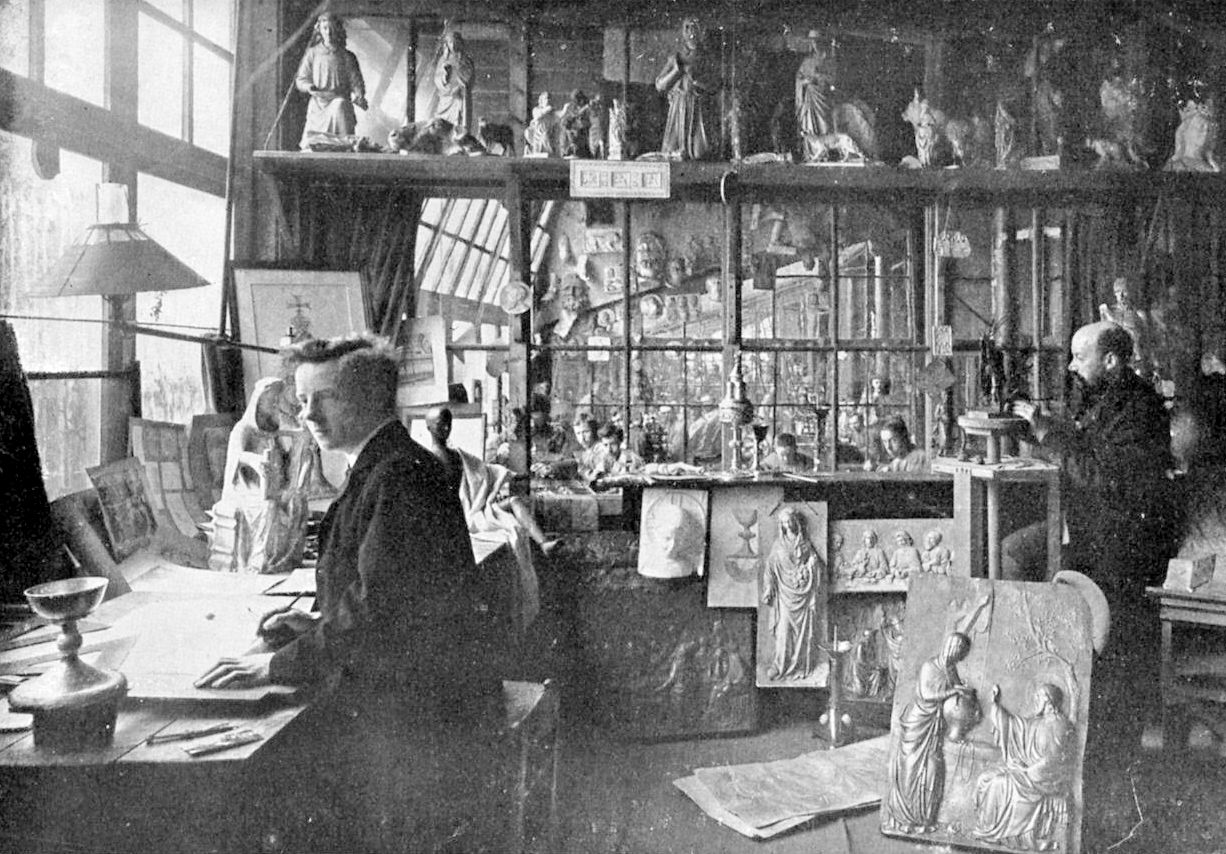
Jan Eloy Brom en zijn vader in het atelier (1908)
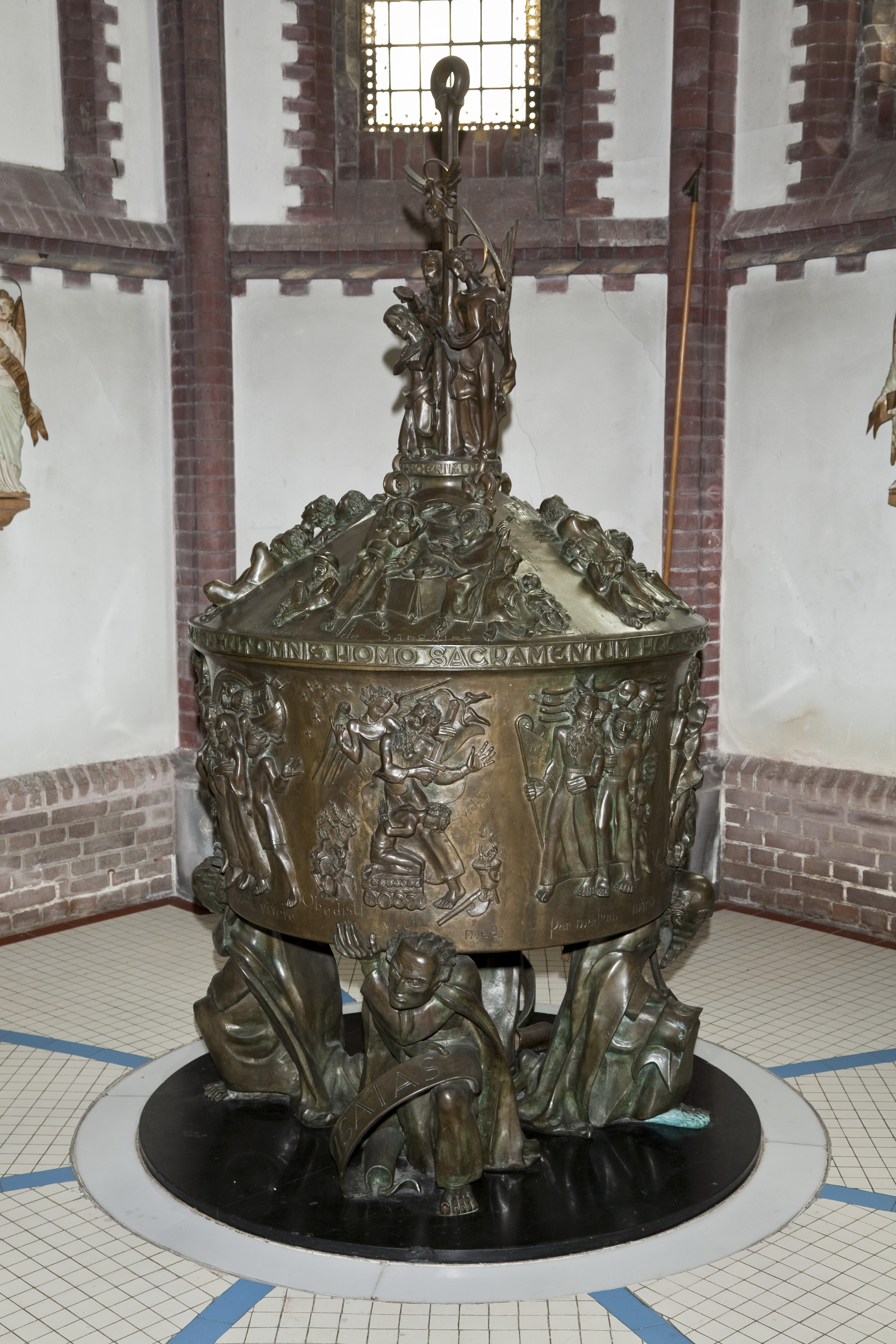
Doopvont Sint Nicolaasga
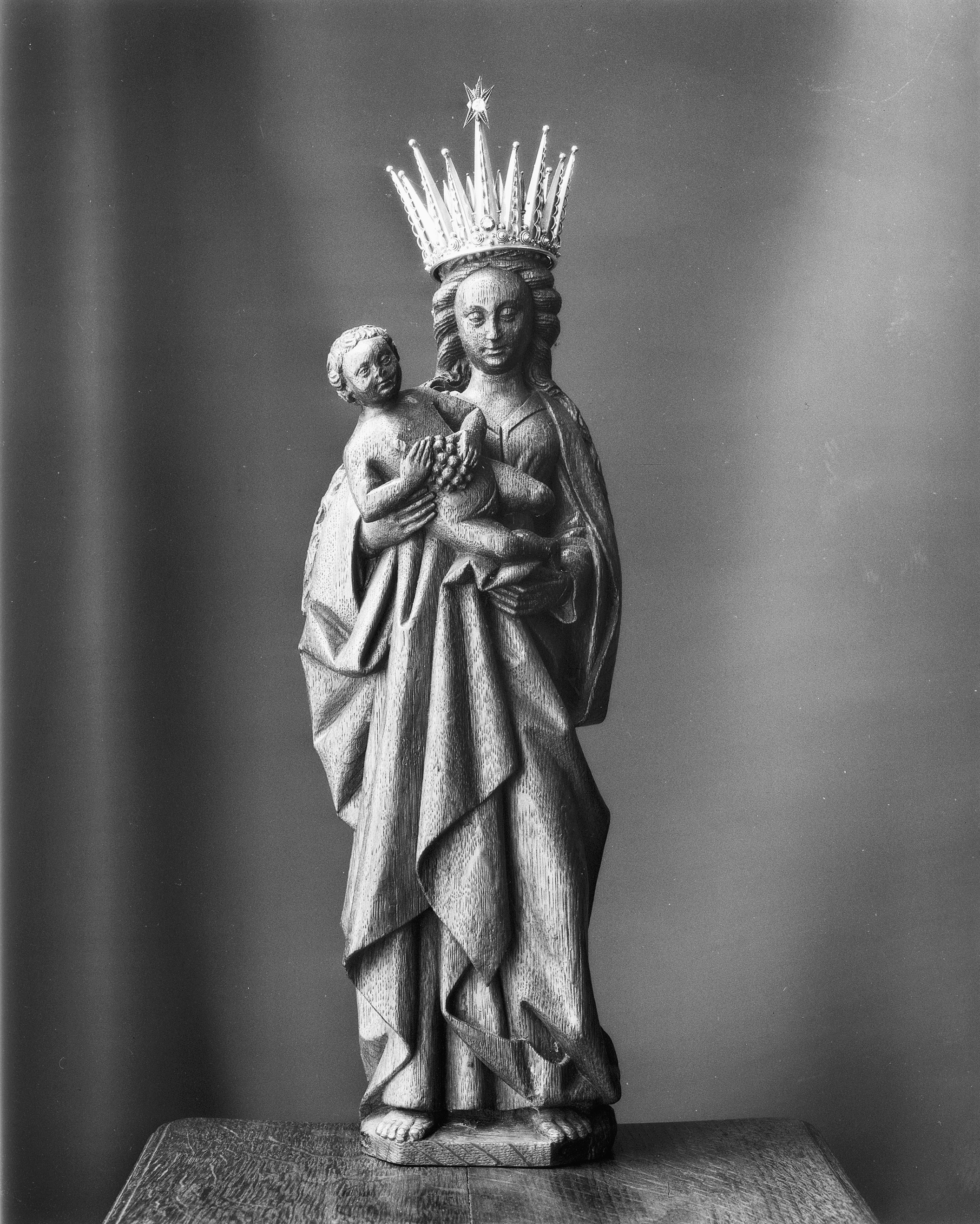
Kroon voor O.L. Vrouw van Frieswijk

- Biografisch Portaal: 31476440
- Nederlandse Thesaurus van Auteursnamen: 072374721
- RKD-Nederlands Instituut voor Kunstgeschiedenis: 207476
- Virtual International Authority File: 286452657
- WorldCat: E39PCjtBrCK3Wb8qkxG6rCVHRX